# Wanda Landowska
Wanda Landowska (Varšava, 5. srpnja 1879. – Lakenville, SAD, 16. kolovoza 1959.), poljska čembalistica i skladateljica 
Zaslužna je za ponovno uvođenje čembala u koncertu praksu. Koncertrirala je širom svijeta, interpretirajući uzorno čembalističku glazbu 17. i 18. stoljeća, kao i nova, njoj posvećena djela M. de Falle, F. Poulenca i dr. Predavala je, po svojoj metodi, na vlastitoj École de Musique Ancienne u Saint-Leu-Le-Foretu kraj Pariza te na Sorbonni, u Berlinu, Baselu i SAD-u.
Djela:
- "Bach i njegovi interpreteti"
- "Stara glazba"
- "Nijemci i francuska glazba 18. stoljeća"